# Declarația de la Tașkent
Declarația de la Tașkent a fost un acord de pace între India și Pakistan, semnat la 10 ianuarie 1966, care a rezolvat Războiul Indo-Pakistanez din 1965. La pacea s-a ajuns pe 23 septembrie, prin intervenția marilor puteri care au forțat cele două națiuni să înceteze focul, fiindu-le frică de faptul că acest conflict ar putea escalada și atrage celelalte puteri.
Războiul dintre India și Pakistan din 1965, a fost o escaladare luptelor disparate desfășurate în perioada aprilie - septembrie 1965 între ambele țări. Acesta s-a desfășurat pentru preluarea controlului asupra resurselor și populației din statul princiar Jammu și Cașmir, un punct sensibil între cele două țări de la împărțirea Indiei din 1947.

## Privire de ansamblu
O întâlnire a avut loc la Tașkent în RSS Uzbekă, URSS (acum Uzbekistan) de la 4-10 ianuarie 1966 încercând să se creeze un acord permanent.
Sovieticii, reprezentați de premierul Alexei Kosîghin, au moderat întâlnirea dintre premierul indian Lal Bahadur Shastri și președintele Pakistanului Muhammad Ayub Khan.
Conferința de la Tașkent, organizată la presiunile Organizației Națiunilor Unite, ale SUA și URSS, a obligat India și Pakistan să respecte obligațiile anterioare prevăzute în tratat și să accepte Status quo ante bellum – de a da înapoi regiunile cucerite de fiecare și de a reveni în linia de încetare a focului în Cașmir din 1949.

## Declarația
Conferința a fost privită ca un mare succes și declarația, care a urmat s-a sperat să fie un cadru pentru o pace durabilă. Declarația spunea că forțele indiene și pakistaneze se vor retrage pe pozițiile de dinainte de conflict, liniile de dinainte de august, nu mai târziu de 25 februarie 1966, națiunile nu vor interveni în afacerile interne, relațiile economice și diplomatice vor fi restabilite, se va face un transfer ordonat de prizonieri de război, și cei doi lideri vor contribui la îmbunătățirea relațiilor bilaterale.

## Urmări
Acordul a fost criticat în India, pentru că nu conținea nici un acord împotriva războiului sau o renunțare a războiului de gherilă în Cașmir. După semnarea acordului, prim-ministrul indian Lal Bahadur Shastri a murit în mod misterios în Tașkent. Moartea subită a lui Shastri a dus la apariția teoriei conspirației că acesta ar fi fost otrăvit.. Guvernul indian a refuzat să dea publicității raportul privind moartea sa, susținând că acest lucru ar putea duce la deteriorarea relațiilor externe, ar putea provoca perturbări în țară și că încălcarea privilegiilor parlamentare.
În conformitate cu Declarația de la Tașkent, discuțiile la nivel ministerial au avut loc pe 1 și 2 martie 1966. În ciuda faptului că aceste discuții au fost neproductive, schimbul diplomatic a continuat de-a lungul primăverii și a verii. Nu a fost obținut nici un rezulta ca urmare a acestor discuții, întrucât exista o diferență de opinie cu privire la problema Cașmir. În Pakistan euforia a crescut în timpul războiului din 1965, lucru care a dus la dezvoltarea percepției publice din Pakistan, că ar urma să câștige războiul. Știri venite de la Tașkent în legătură cu declarația a șocat oamenii din Pakistan, care se așteptau la ceva diferit. Lucrurile s-au agravat și mai mult ca urmare a faptului că Ayub Khan a refuzat să facă orice  comentariu, în loc să anunțe motivele care au dus la semnarea acordului. Demonstrații și revolte au izbucnit în diferite locuri din Pakistan. Dorind să risipească furia și teama oamenilor, Ayub Khan a decis s-a adresat națiunii pe 14 ianuarie 1966. Această declarație a fost cea care, în cele din urmă, a dus la îndepărtarea lui Z. A. Bhutto din guvernul lui Ayub, lucru care, mai târziu, l-a făcut pe acesta să-și lanseze propriul partid, numit Partidul Poporului din Pakistan. Deși Ayub Khan a fost în măsură să înlăture îndoielile oamenilor, Declarației de la Tașkent a deteriorat foarte mult imaginea sa și a fost unul dintre factorii care au dus la căderea lui.